# Корна-Ка Квадре (Бергамо)
Корна-Ка Квадре је насеље у Италији у округу Бергамо, региону Ломбардија.
Према процени из 2011. у насељу је живело 68 становника. Насеље се налази на надморској висини од 531 m.